# Nemzeti eposzok listája
- Adapa-eposz – sumer-akkád
- Aeneis – római
- A Lusiadák – portugál
- A párducbőrös lovag – grúz
- Atrahaszísz-eposz – sumer-akkád
- Beowulf – angol
- Buda halála – magyar
- Cid-ének – spanyol
- Edda – óizlandi-germán
- Geszer kán – burját-mongol
- Gilgames-eposz – sumer-akkád
- Gudrun-ének[1] – középkori német
- Hiawata – észak-amerikai indián
- Hildebrand-ének – középkori német
- Igor-ének – orosz
- Iliasz – ógörög
- Kalevala – finn
- Kalevipoeg – észt
- Ko-Dzsi-Ki – japán
- Lāčplēsis – lett
- Lugalbanda és Enmerkar – sumer-akkád
- Mabinogion – walesi
- Mahábhárata – szanszkrit-hindu
- Manasz – kirgiz
- Mireiò – provanszál
- Nibelung-ének – óizlandi-germán
- Odüsszeia – ógörög
- Pan Tadeusz – lengyel
- Puránák – szanszkrit-hindu
- Rámájana – szanszkrit-hindu
- Roland-ének – középkori francia
- Sáhnáme – Királyok könyve perzsa
- Szigeti veszedelem - magyar
- Szijazsar – mordvin
- Ural Batir – baskír
- Védák – szanszkrit-hindu
- Zalán futása – magyar